# أنتوني بلفور
أنتوني بلفور (بالإنجليزية: Anthony Balfour) هو منافس ألعاب قوى باهاماسي، ولد في 1949.

## وصلات خارجية
- أنتوني بلفور على موقع أوليمبيديا (الإنجليزية)